# نوبومیتسو یامانه
نوبومیتسو یامانه (ژاپنی: 山根 伸泉؛ زادهٔ ۲۸ ژوئن ۱۹۷۹) یک بازیکن فوتبال اهل ژاپن است.
از باشگاه‌هایی که در آن بازی کرده‌است می‌توان به باشگاه فوتبال اوراوا رد دیاموندز اشاره کرد.